# Futebol do Ceará
As primeiras demonstrações do Futebol do Ceará aconteceram no ano 1903, quando ingleses de um time de Foot-ball chegaram de navio a Fortaleza, para fazerem uma pausa antes da viagem final ao sul do Brasil e à Argentina, onde o futebol já era conhecido.
Fortaleza e Ceará são os dois principais clubes cearenses com participações destacadas no Campeonato Brasileiro de Futebol e na Copa do Nordeste.

## O começo da história futebolística cearense
Os ingleses introduziram a prática do novo esporte aos fortalezenses, tendo sido jogado o primeiro jogo no mesmo ano, entre os ingleses, no Passeio Público de Fortaleza. Contudo não há nenhum registro histórico sobre quem eram.
Em 1904 o cearense José Silveira, que estudava na Europa, trouxe a primeira bola (n° 5 de couro) e o livro de regras do esporte ao estado do Ceará. Foi no dia 24 de dezembro, véspera de natal, que foi realizada a primeira partida oficial da qual se há registro no Ceará. O jogo foi entre os habitantes de Fortaleza, pelo time Foot-Ball Club, e os marinheiro britânicos, do time English Team, oriundos de navios que atracavam na cidade, antes de seguirem viagem. A vitória foi dos ingleses por 2 X 0. Depois deste jogo o interesse público pelo futebol cresceu.

#### A popularização do futebol no Ceará

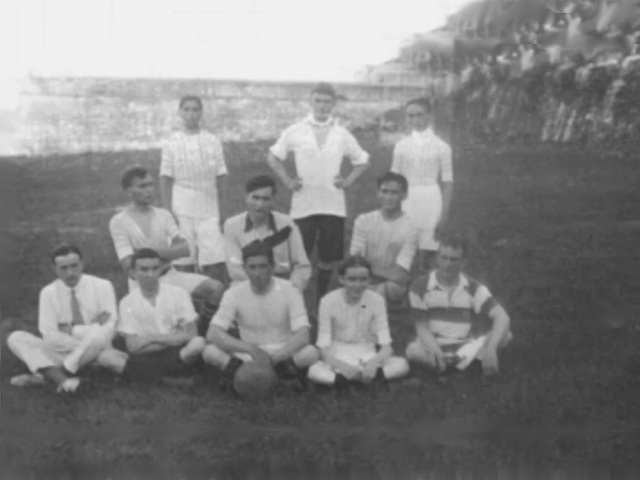
Foot-ball Club 1904

Em pouco tempo o futebol foi se popularizou, sendo um esporte frequente entre as diferentes classes, tanto a camada popular como as altas camadas da sociedade de Fortaleza.
O Foot-Ball Club manteve suas atividades durante todo o ano de 1905, disputando espaço na cidade com outros times. Depois se transformou em Clube da Vaca com seus mandos de campo no Passeio Público, sendo a maioria de seus jogos com os tripulantes dos navios que estavam de passagem pela cidade. No mesmo ano foi extinto.
No ano de 1906 é disputado o primeiro campeonato cearense organizado pelos clubes. Os ganhadores entre 1906 a 1910 fica dividido pelos clubes Liceu Foot-Ball Club e o Castelo Football Club, equipes formada por alunos dos colégios Liceu e do Castelo, respectivamente. Ambos rivalizam na época com o Ceará Football Club e Cearense Football Clubque disputam o campeonato de 1908. Fora dos colégios o futebol era muito praticado pelos moradores nas ruas 24 de Maio e Barão do Rio Branco, na maioria das vezes era utilizada uma bola feita de meia.

#### Década de 1910:  Os primeiros torneios e a Liga Metropolitana de Foot-Ball

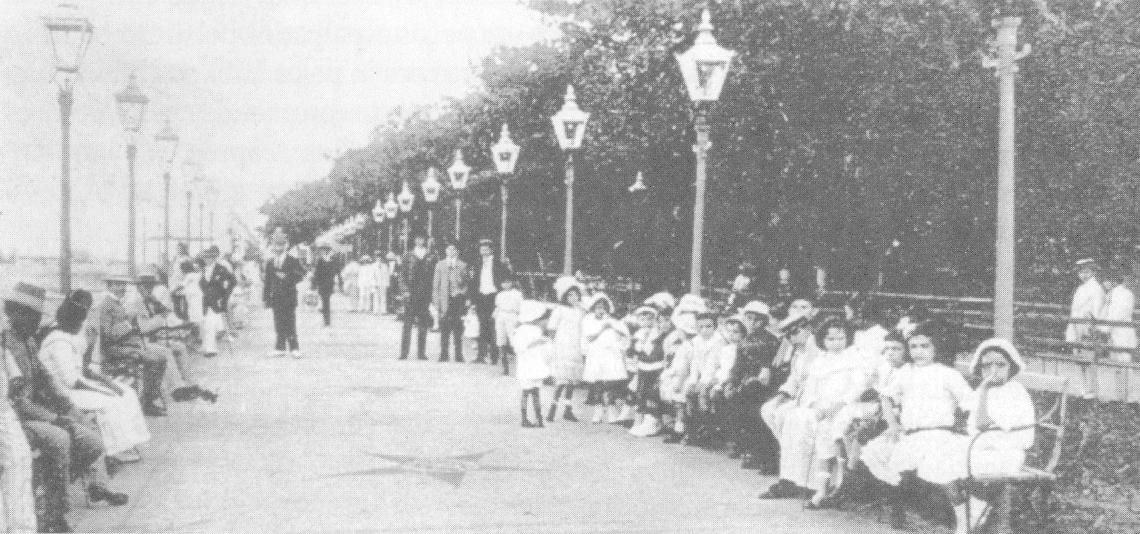
Passeio Público, onde foram realizadas as primeiras partidas de futebol no Ceará.

Mesmo com a notícia de que houve campeonatos neste período, somente em 1911 há registros de uma partida de futebol entre Ceará Foot-Ball Club e América Foot-Ball Club, no Jornal do Ceará.
Em 1911 já existia seis clubes na cidade ativos, porém os historiadores afirmam que a disputa do certame ficaria entre as equipes da Ruas: 24 de Maio e da Barão do Rio Branco, com a chegada de jovens de famílias abastadas que estudavam no exterior e no sul do país, por volta de 1912, o futebol passou a ser praticado cada vez mais.
Entre 1914 e 1915, surgem as primeiras notas de jornais noticiando partidas de futebol. Assim informava o "Diário do Estado", de 8 de maio de 1915 - Ano I, n° 122, sobre o primeiro jogo do ano de 1915:
"Através da iniciativa de Luís Esteves, surge em 1914 o Rio Branco Foot-Ball Club, que no ano seguinte iria mudar de nome para Ceará Sporting Clube e, até hoje, é reconhecido como um dos grandes clubes da capital cearense."
Organizados por sócios, os clubes eram frequentemente fundados em Fortaleza. Dentre eles surgiram os clubes Rio Negro, English Team e Hispéria. Com o alto números de clubes, houve a necessidade de fundarem uma entidade que pudesse representar o futebol. Ela foi fundada em 1912, com o nome de Liga Cearense de Futebol, feita por Alcides Santos com as seguintes equipes : American Football Club  Associação Atlética, Ceará Football Club, Cearense Football Club, Rio Negro Football Club, English Team e Fortaleza Foot-Ball Club.
Em 1915 a liga muda de nome, pela entrada do clube A Liga Cearense de Football com inclusão do Maranguape (primeira equipe filiada a não ser da capital) e passa-se a ser denominada de Liga Metropolitana de Foot-Ball, em 30 de maio de 1915, tendo como presidente o Dr. Heitor Augusto Borges e as seguintes equipes filiadas: Maranguape Football Club, Rio Branco, Rio Negro Football Club e Stella, segundo a nota de fundação publicada no jornal Diário do Estado de 15 de maio de 1915. A Liga possuía uma separação por hierarquização: as equipes dos jovens abastados na primeira divisão e uma segunda divisão por pessoas de menor condição financeira, enquanto os jogos da primeira divisão era realizado no Campo do Prado, os de baixa condição eram na Praça Fernandes Vieira.

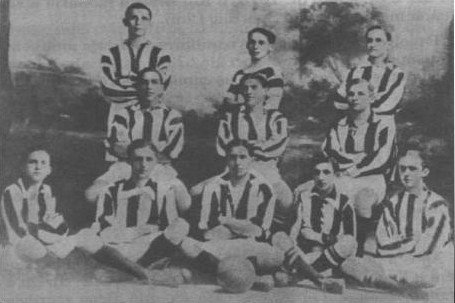
Ceará, Campeão Cearense de 1915

Em 1915 o primeiro campeonato organizado pela Liga e o primeiro campeonato cearense, obteve bastante repercussão na cidade fortalezense, que era a 8ª maior cidade do país com 73223 habitantes. O campeonato cearense chamou à atenção de todos da região, na qual os domingos ficam mais movimentados com as partidas praticados pelos recém formados clubes do Ceará. O primeiro campeão do futebol cearense acabou por ser o Ceará Sporting Club.
Em 1918 fundava-se outro dos maiores clubes de Fortaleza, o Stela Foot-Ball Club, que posteriormente seria conhecido como Fortaleza Esporte Clube. Juntamente com Ceará, Bangu e Guarany.
Entretanto a Liga Metropolitana era composta por times de elite, enquanto os clubes excluídos tiveram que formar seu próprio campeonato e liga. Com o tempo este clubes elitistas passaram a aceitar jogadores de outras freguesias, outros bairros e classes sociais. Os compostos por trabalhadores surgiram, como o Olímpico Foot-ball Club, na sua quase totalidade constituído de funcionários da Rede de Viação Cearense (RVC). Assim, a proliferação de times de subúrbio da cidade começou a preocupar a elite que, muito bem motivados pela popularização do esporte pelo país, seguiram uma tendência que já estava sendo posta: constituir uma federação de esporte que protegesse os interesses dos clubes e promovesse um campeonato local.

#### Década de 1920: A criação da Associação Desportiva Cearense
Na década de 1920 o esporte vindo da Europa já estava popularizado no Ceará, sendo praticado por todas as classes de Fortaleza, tornando-se um símbolo para as menos abastadas, por ser um esporte que permitia a união da sociedade. O futebol praticado nas ruas não necessariamente usava as regras oficiais, deixando que fosse mais fácil o entendimento de todos
Em 1920 é fundada a Associação Desportiva Cearense e realiza seu primeiro Campeonato Cearense de Futebol, organizado pela associação que funcionou sem nenhum estatuto, apenas mediante os interesses daqueles que comandavam a entidade. Ela é reconhecida como a primeira entidade que hoje representa,a Federação Cearense de Futebol. Contudo a entidade cometeu um erro em sua fundação, ao não se registrar, fazendo-o somente no ano de 1936.    ,

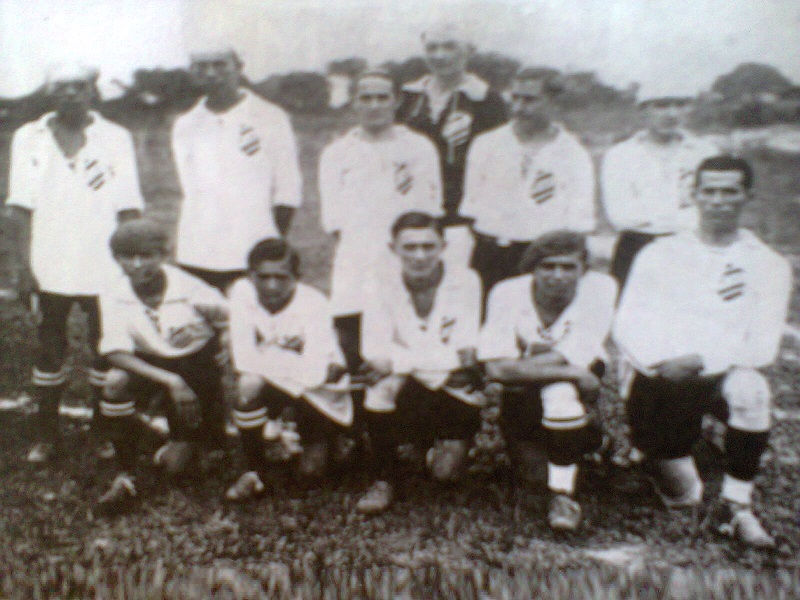
Orion Sporting Club, Campeão de 1930

#### Décadas de 1930: A profissionalização e a primeira transmissão

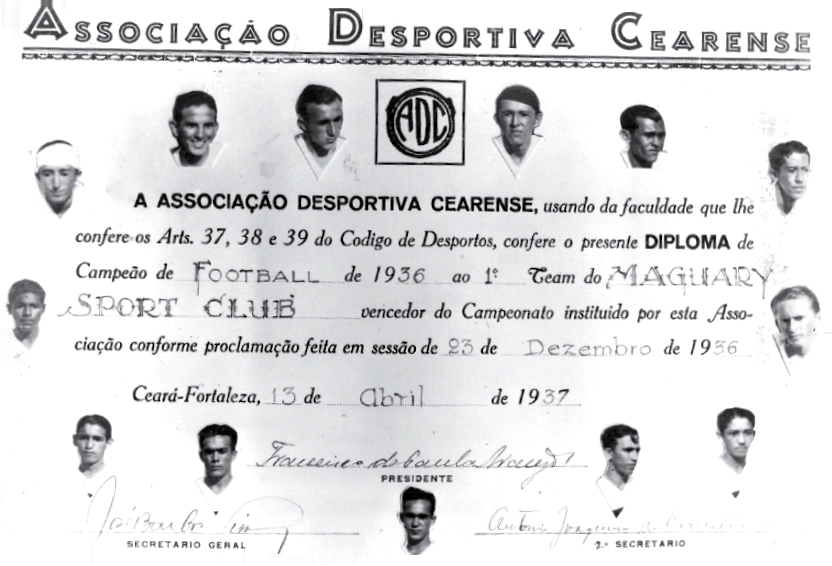
Maguary Sport Club, Campeão de 1936

No ano de 1933 foi fundado um dos três maiores clubes do Ceará atualmente, o Ferroviário Atlético Clube. Seus fundadores eram trabalhadores do setor de locomoção, que uniram dois clubes de operários, o Mata-Pasto e Jurubeba, para criar o Ferroviário, tido até hoje com um dos símbolos dos operários brasileiros.

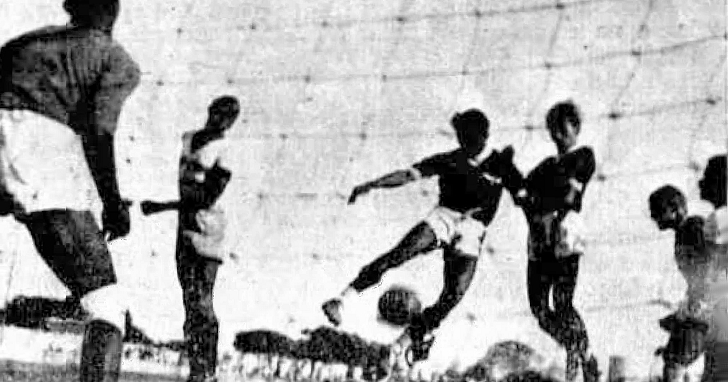
Chinês e o primeiro gol no Estádio Getúlio Vargas na década de 1940

A imprensa começou a ter mais interesse no futebol, com a popularização do mesmo. Eles aproximaram mais seus meios do futebol, com as transmissões para o rádio. A primeira emissora de rádio cearense foi fundada em 1934, a Ceará Rádio Clube. Contudo a primeira transmissão radiofônica de um jogo do campeonato cearense foi feita em 1939 por José Cabral de Araújo, cobrindo a partida de Estrela do Mar x Maguary.

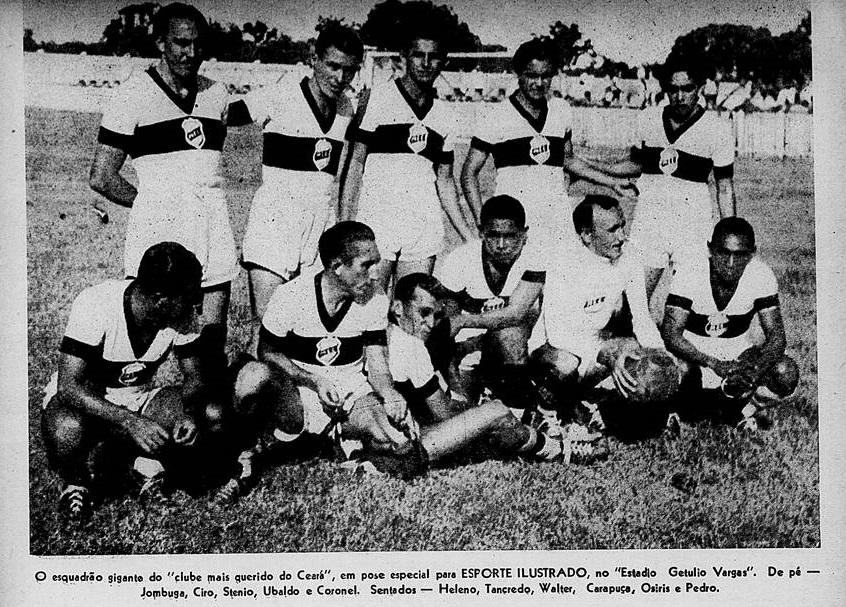
Maguary, o mais querido até a década de 1940

O ano de 1939 foi marcante também para os jogos em campo. Os times profissionais estavam se formando no Brasil. Para suprir esta necessidade no Ceará, é inaugurado em 1939 o futebol profissional no estado. Os clubes começaram a contratar jogadores de outros estados do Brasil, algo nunca antes praticado.

### Década de 1940: O Futebol local dividido em categorias e suas ligas

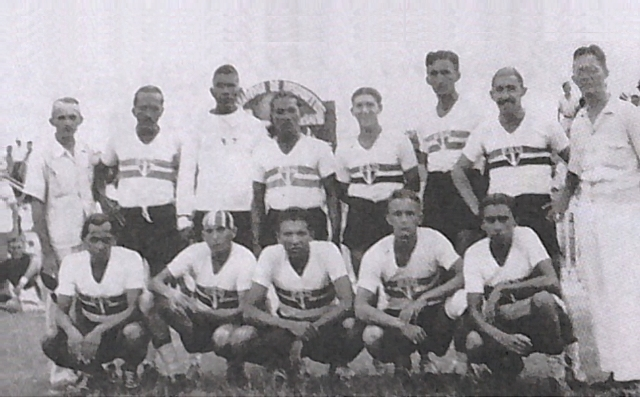
Ferroviário Atlético Clube - 2º colocado do estadual de Ceará de 1947

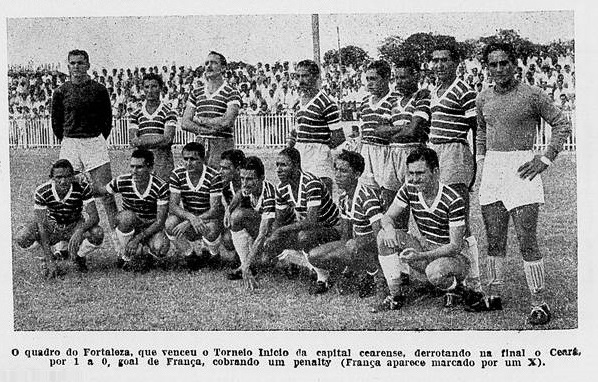
Fortaleza Esporte Clube de 1948

Na década de 40 em Agosto de 1943 as equipes e ligas filiadas a Federação Cearense de Desportos conforme o Artigo 54,no § 2º cita: § 2º - A F.C.D. reconhece, desde de logo, como suas filiadas as entidades a seguir indicadas, classificando-as nas seguintes categorias .:
1ª Categoria: América Futebol Clube, Ceará Sporting Club, Ferroviário Atlético Clube, Fortaleza Sporting Club, Maguari Sport Club, Penarol Sport Club e Tramways Futebol Clube.
2ª Categoria - Liga Aracatiense de Deportos (Aracati), Liga Desportivo de Afonso Pena (Afonso Pena, hoje Acopiara), Liga Desprtiva Barbalhense (Barbalha), Liga Desportiva Camociense (Camocim), Liga Desportiva Cedrense (Cedro), Liga Desportiva Cratense (Crato), Liga Desportiva Iguatuense (Iguatu), Liga Desportiva Ipuense (Ipu), Liga Desportiva de Itapipoca (Itapipoca), Liga Desportiva Juazeirense (Juazeiro do Norte), Liga Desportiva Lavrense (Lavras da Mangabeira), Liga Desportiva Massapêense (Massapê), Liga Desportiva de Quixeramobim (Quixeramobim), Liga Desportiva de Senador Pompeu (Senador Pompeu), Liga Desportiva Sobralense (Sobral).
3ª Categoria - Aguará Futebol Clube, Atlântico Futebol Clube, Flamengo Futebol Clube, Fluminense Futebol Clube, IFOCS Sport Clube, Luso Futebol Clube, Messejana Futebol Clube, Olímpico Sport Club, Oriente Futebol Clube, Ouro Preto Futebol Clube, Social Sport Clube, Terra e Mar Futebol Clube, José de Alencar Futebol Clube, Vingador Sport Club e Volante Atlético Clube.

### Década de 1950: O Futebol local dividido em três categorias de clubes e a quarta sendo as ligas municipais do interior

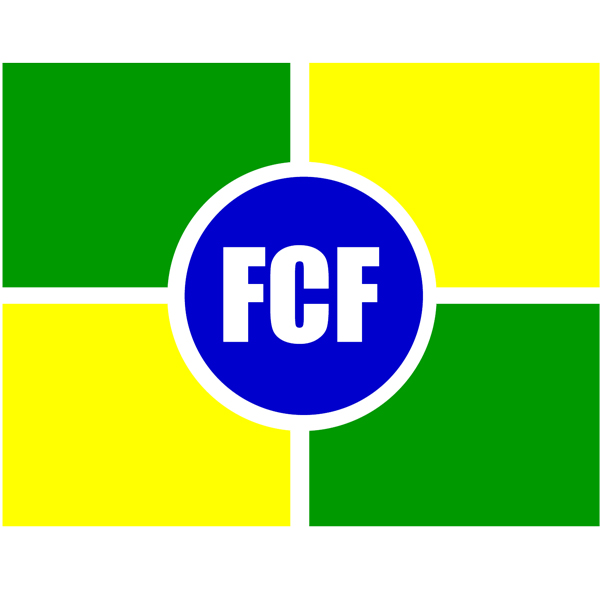
Logo antigo da Federação Cearense de Futebol

Na década de 50 mas exato em junho de 1950 a constituição da Federação conforme artigo 54 da Federação Cearense de Desportos citava: :
Art. 54 §2 - A F.C.D. se constitue as seguintes associações, classificadas em categorias, podendo as de segunda e terceira se organizar em departamentos autonomos:
1ª Categoria: Associações América Football Club, Ceará Sporting Club, Fortaleza Sporting Club, Ferroviário Atlético Clube, Gentilândia Atlético Clube e Penarol Sport Club.
2ª Categoria: Associações Águia do Norte Sport Club, Agapito dos Santos Sport Club, Grêmio de Esportes Atlético Municipal, Independencia Esporte Clube, Jabaquara Atlético Clube, José de Alencar Sport Club, Nacional Atlético Clube, Porangaba Atlético Clube, Rio Branco Sport Club, Solon Pinheiro Esporte Clube, Terra e Mar Football Club, 24 de Maio Atlético Clube e Volante Atlético Clube.
3ª Categoria - Associações Bangu Sport Club, Comercial Sport Club, Eletrico Atlético Clube, Estrelinha Sport Club, Internacional Sport Club, Justiniano de Serpa Sport Club, Leite Barbosa Football Club, Montese Sport Club, São Cristovão Sport Club, Sport Club Limoeiro do Norte, Torino Futebol, Vargas Neto Atlético Clube e Vargas Filho Atlético Clube.
4ª Categoria - as ligas municipais do interior, regularmente filiadas. 

### Década de 60: As três divisões e as equipes do interior
Na década de 1960 tem o surgimento dos times do interior nas competições da Federação, tendo o Guarany Sporting Club de Sobral campeão da segundona de 1966 e o Quixadá Futebol Clube vice da competição. Segue o quadro das equipes filiados da entidade entre 1966 á 1969 no qual disputou as três séries do estadual no período:
| Nome Completo                                   | Nome            | Fundação   | Cores                       |
| ----------------------------------------------- | --------------- | ---------- | --------------------------- |
| FCF 1966 Á 1969                                 |                 |            |                             |
| Associação Desportiva 14 De Julho - Fortaleza   | 14 de Julho     | 14/07/1959 | Vermelho e Branco           |
| 3 De Setembro Sport Club - Fortaleza            | 3 de Setembro   | 03/09/1951 | Branca, Azul e Encarnanda   |
| América Futebol Clube - Fortaleza               | América         | 11/11/1920 | Vermelho e Branco           |
| Associação Esportiva Tiradentes - Fortaleza     | Tiradentes      | 15/09/1961 | Azul e Vermelho             |
| Calouros do Ar Futebol Clube - Fortaleza        | Calouros do Ar  | 01/01/1952 | Verde, Branco e Grená       |
| Ceará Sporting Club - Fortaleza                 | Ceará           | 02/06/1914 | Preto e Branco              |
| Esporte Clube Flamengo - Caucaia                | Flamengo        |            | Vermelho e Preto            |
| Messejana Esporte Clube - Fortaleza             | Messejana       | 28/09/1938 | Azul e Branco               |
| Esporte Clube Vasco Da Gama - Fortaleza         | Vasco Da Gama   |            | Preto e Branco              |
| Ferroviário Atlético Clube - Fortaleza          | Ferroviário     | 09/05/1933 | Vermelho, Preto e Branco    |
| Fortaleza Esporte Clube - Fortaleza             | Fortaleza       | 18/10/1918 | Vermelho, Azul e Branco     |
| Gentilândia Atlético Clube - Fortaleza          | Gentilândia     | 01/01/1934 | Vermelho e Preto            |
| Guarany Sporting Club - Sobral                  | Guarany         | 02/07/1938 | Vermelho e Preto            |
| Movado Atlético Clube - Fortaleza               | Movado          | 08/11/1950 | Vermelho, Preto e Branco    |
| Nacional Atlético Clube - Fortaleza             | Nacional        | 08/06/1942 | Verde e Amarelo             |
| Olavo Bilac Esporte Clube - Fortaleza           | Olavo Bilac     | 10/01/1962 |                             |
| Quixadá Futebol Clube - Quixadá                 | Quixadá         | 27/10/1965 | Verde e amarelo             |
| Riachuelo Atlético Clube - Fortaleza            | Riachuelo       | 11/11/1915 | Preto e Branco              |
| Associação Atlética Salgado Da Gama - Fortaleza | Salgado da Gama | 12/06/1960 | Verde, Amarelo e Branco     |
| Santa Cecília Futebol Clube - Fortaleza         | Santa Cecília   | 01/11/1945 |                             |
| Somda Esporte Clube - Fortaleza                 | Somda           | 07/09/1960 |                             |
| Vila Iracema Atlético Clube - Fortaleza         | Vila Iracema    | 12/07/1950 | Encarnanda , Verde e Branco |
| XI Veloz Esporte Clube - Fortaleza              | XI Veloz        | 21/06/1947 | Vermelho, Preto e Branco    |

## Divisões
O futebol estadual do Ceará é composto de três séries: A, B e C. Os campeões e vice-campeões da Segunda e Terceira Divisão têm direito ao acesso a série acima.
O Campeonato Cearense nasceu no ano de 1915 e está em sua 110ª edição, sendo disputado pelos principais clubes do estado com a denominação de Série A. 
O atual campeão é o Ceará, empatando em conquistas com o Fortaleza que no ano anterior conquistou o seu 46º título na competição, seguidos pelo Ferroviário com 9 títulos de campeão.

## Clubes que participam de campeonatos nacionais
- Série A do Campeonato Brasileiro de Futebol Masculino (edição de 2020) — Ceará e  Fortaleza
- Série C do Campeonato Brasileiro de Futebol Masculino (edição de 2020) - Ferroviário
- Série D do Campeonato Brasileiro de Futebol Masculino (edição de 2020) — Guarany de Sobral e Floresta
- Série A2 do Campeonato Brasileiro de Futebol Feminino (edição de 2020) — Ceará e  Fortaleza

## Campeonato Cearense Sub-20
O Campeonato Cearense de Futebol - Sub-20, também conhecido como Campeonato Cearense Categoria Juniores, é uma competição futebolística realizada pela FCF, que conta com a participação de jogadores de até 20 anos de idade. Criada em 1998, tem como seu primeiro campeão o Fortaleza Esporte Clube e seu atual campeão é o Ceará Sporting Club, campeão da edição de 2019.

## Competições relacionadas

### Taça Padre Cícero
A Taça Padre Cícero é uma competição criada no ano de 2010, pela FCF - Federação Cearense de Futebol. Também é  conhecida como Final do Interior.
As duas equipes do interior do estado de melhor campanha em todo o campeonato cearense e que não tenham vencido nenhum turno, decidirão o título de Campeão de Futebol do Interior do estado do Ceará, que será realizado em duas partidas, em ida e volta.

### Copa dos Campeões Cearenses
A Copa dos Campeões Cearenses é a competição organizada pela Federação Cearense de Futebol (FCF) para disputa do título em sistema de ida e volta,e terá o campeão estadual, contra o campeão da Copa Fares Lopes.
O torneio tem transmissão oficial pela TV Diário.
Os ingressos da partida são, o preço do ingresso e mais dois quilos de alimento, que os finalistas doaram para alguma casa de adoções.

### Copa Fares Lopes
A Copa Fares Lopes, também conhecida por motivos de patrocínio como Copa Unimed Fortaleza, é um campeonato alternativo ao Campeonato Cearense, que dá ao seu vencedor uma vaga na Copa do Brasil do ano seguinte. Em 2010, o modo de disputa de sua primeira fase é em três grupos de quatro equipes. Classificam-se as duas primeiras equipes de cada grupo mais os dois melhores terceiros colocados, para as quartas-de-final. Depois, seguem as semifinais e a final do torneio.
O nome Fares Lopes é em homenagem ao antigo presidente da FCF (Federação Cearense de Futebol).

## Intermunicipal de Futebol
Torneio de Futebol com os representantes das cidades do Estado do Ceará
Ano -  Campeões
| - 1940 - Maranguape - 1943 - Aracati - 1948 - Sobral - 1951 - Aracati - 1955 - Russas - 1957 - Limoeiro do Norte - 1959 - Caucaia - 1961 - Cedro - 1963 - Quixadá - 1965 - Sobral - 1967 - Juazeiro do Norte - 1969 - Pentecoste - 1971 - Pentecoste - 1973 - Iguatu |  | - 1981 - Itapajé - 1983 - Itapipoca - 1985 - Itapajé - 1987 - Morada Nova - 1989 - Quixeramobim - 1991 - Capistrano - 1993 - Maranguape - 1995 - Maranguape - 1996 - Tianguá - 1997 - Boa Viagem - 1998 - Boa Viagem - 1999 - Pacajus - 2000 - Chorozinho - 2001 - Baturité |  | - 2002 - Caucaia - 2003 - Baturité - 2004 - Maracanaú - 2005 - Russas - 2006 - Caridade - 2007 - Pindoretama - 2008 - Frecheirinha - 2009 - Iguatu (Vasco) - 2011 - Pindoretama - 2012 - Beberibe (Caetanos) - 2013 - Itaitinga - 2014 - Ubajara - 2015 - Canindé - 2016 – |

#### Títulos por equipe
- 3 - Maranguape - 1940, 1993 e 1995
- 2 - Aracati - 1943 e 1951
- 2 - Baturité - 2001 e 2003
- 2 - Boa viagem - 1997 e 1998
- 2 - Caucaia - 1959 e 2002
- 2 - Itapajé - 1981 e 1985
- 2 - Pentecoste - 1969 e 1971
- 2 - Pindoretama - 2007 e 2011
- 2 - Russas - 1955 e 2005
- 2 - Sobral - 1948 e 1965
- 1 - Beberibe(caetanos) - 2012
- 1 - Canindé - 2015
- 1 - Capistrano - 1991
- 1 - Caridade - 2006
- 1 - Cedro - 1961
- 1 - Chorozinho - 2000
- 1 - Frecheirinha - 2008
- 1 - Iguatu (vasco) - 2009
- 1 - Iguatu	- 1973
- 1 - Itaitinga - 2013
- 1 - Itapipoca - 1983
- 1 - Juazeiro do Norte - 1967
- 1 - Limoeiro do Norte - 1957
- 1 - Maracanaú - 2004
- 1 - Morada Nova - 1987
- 1 - Pacajus - 1999
- 1 - Quixadá - 1963
- 1 - Quixeramobim - 1989
- 1 - Tianguá - 1996
- 1 - Ubajara - 2014

### Copa dos Campeões do Intermunicipal
| - 1982 - Pacatuba - 1984 - Maranguape - 1986 - Maranguape |  | - 1988 - Quixadá - 1990 - Ubajara |  | - 1992 - Ubajara - 1994 - Maranguape |

#### Títulos por equipe
- 3 - Maranguape 1984,1986 e 1994
- 2 - Ubajara 1990 e 1992
- 1 - Pacatuba 1982
- 1 - Quixadá 1988

## Campeonato Cearense Feminino
O Campeonato Cearense de Futebol Feminino foi realizado pela primeira vez em 1983 , tendo um hiato e voltando somente 2008, com a organização da FCF.

## Principais títulos do futebol cearense
| NACIONAIS       | NACIONAIS                       | NACIONAIS | NACIONAIS                                                          |
|                 | Competição                      | Títulos   | Temporadas                                                         |
| --------------- | ------------------------------- | --------- | ------------------------------------------------------------------ |
|                 | Campeonato Brasileiro - Série B | 1         | 2018                                                               |
|                 | Campeonato Brasileiro - Série D | 3         | 2010, 2018 e 2023                                                  |
| INTER-REGIONAIS |                                 |           |                                                                    |
|                 | Competição                      | Títulos   | Temporadas                                                         |
|                 | Torneio Norte–Nordeste          | 2         | 1969 e 1970                                                        |
| REGIONAIS       |                                 |           |                                                                    |
|                 | Competição                      | Títulos   | Temporadas                                                         |
|                 | Copa do Nordeste                | 5         | 2015, 2019, 2020, 2022 e 2023                                      |
|                 | Copa Cidade de Natal            | 1         | 1946                                                               |
| INTERESTADUAIS  |                                 |           |                                                                    |
|                 | Competição                      | Títulos   | Temporadas                                                         |
|                 | Taça Asa Branca                 | 1         | 2016                                                               |
|                 | Torneio Octávio Pinto Guimarães | 1         | 1986                                                               |
| TOTAL           |                                 |           |                                                                    |
|                 | Conquistas                      | Títulos   | Descrição                                                          |
|                 | Títulos Oficiais                | 14        | - 4 Nacionais - 2 Inter-Regionais - 6 Regionais - 2 Interestaduais |

## Estádios do Ceará
Em 1912 foi construído, no bairro Benfica, o Campo do Prado, o primeiro palco esportiva dedicada exclusivamente ao futebol, onde os times organizados da cidade jogavam. A partida inaugural foi entre Hespéria Atlético Clube e o Fortaleza Foot-Ball Club. O placar final da partida foi de 0 a 0. Presente no jogo inaugural o Sr. Coronel Guilherme Rocha deu o pontapé inicial.
Em 1923 é inaugurado o Campo do Alagadiço. No ano de 1927 o Campo do Prado recebe uma reforma, pois não era composto de grama. Com a modernização, refletores foram colocados nos estádio, possibilitando jogos pela noite. Em 1941 foi inaugurado o Estádio Presidente Getúlio Vargas, sendo o substituto do Campo do Prado. Em 21 de Setembro de 1941 houve o primeiro jogo no estádio entre as equipes do Ferroviário 1 x 0 Tramways Clube, de Pernambuco.
Em 1973, foi inaugurado o Estádio Plácido Castelo, conhecido como Castelão, o maior estádio do Ceará.
Esta é uma lista de alguns estádios de futebol do Ceará:
| Estádio                                | Nome popular             | Cidade            | Capacidade |
| -------------------------------------- | ------------------------ | ----------------- | ---------- |
| Estádio Agenor Gomes de Araújo         | Agenorzão                | Iguatu            | 3.475      |
| Estádio Aguinaldo Alves                | Rorizão                  | Jardim            | 2.000      |
| Estádio Alberto Oliveira Sobrinho      | Betão                    | Pacatuba          | 2.000      |
| Estádio Alberto Wagner                 | Albertão                 | Baturité          | 3.000      |
| Estádio Alcides Santos                 | Alcides Santos           | Fortaleza         | 5.500      |
| Estádio Antônio Cruz                   | Ninho da Águia           | Fortaleza         | 2.500      |
| Estádio Antônio de Paula Sales         | Municipal                | Uruburetama       | 2.000      |
| Estádio Antony Costa                   | Campo do Antônio Bezerra | Fortaleza         | 2.000      |
| Estádio Tarcisio Araújo                | Tarcisão                 | São Benedito      | 1.500      |
| Estádio Carlos de Alencar Pinto        | Vovozão                  | Fortaleza         | 3.000      |
| Estádio Coronel Virgílio Távora        | Virgilio Távora          | Aracati           | 2.500      |
| Estádio Francisco Vieira Costa         | Vieirão                  | Quiterianópolis   | 8.000      |
| Estádio Francisco Cardoso de Moraes    | Moraisão                 | Maranguape        | 1.700      |
| Estádio Francisco Clenilson dos Santos | Clenilsão                | Horizonte         | 4.500      |
| Estádio Gerardo Feitosa de Sousa       | Gerardão                 | Tauá              | 8.000      |
| Estádio Governador Plácido Castelo     | Castelão/Arena Castelão  | Fortaleza         | 63.903     |
| Estádio Governador Virgilio Távora     | Mirandão                 | Crato             | 8.080      |
| Estádio Horácio Domingos de Sousa      | Domingão                 | Horizonte         | 10.400     |
| Estádio José Antonio Abilio de Lima    | Abilhão                  | Quixadá           | 1.480      |
| Estádio José de Oliveira Bandeira      | Bandeirão                | Limoeiro do Norte | 5.000      |
| Estádio José Santos Neto               | Mourãozão                | Nova Russas       | 2.800      |
| Estádio Juvenal Melo                   | Jumelão                  | Crateús           | 2.000      |
| Estádio João Firmino de Souza          | Municipal                | Viçosa do Ceará   | 2.400      |
| Estádio Lírio Callou                   | Inaldão                  | Barbalha          | 5.000      |
| Estádio Manoel Barroso Neto            | Barrosão                 | Trairi            | 3.000      |
| Estádio Mauro Castelo Branco Sampaio   | Romeirão                 | Juazeiro do Norte | 10.000     |
| Estádio Pedro Eymard                   | Pedro Eymard             | Morada Nova       | 7.500      |
| Estádio Perilo Teixeira                | Perilão                  | Itapipoca         | 3.900      |
| Estádio Plácido Aderaldo Castelo       | Junco                    | Sobral            | 10.000     |
| Estádio Prefeito Assis Benício         | Assisão                  | Pacajus           | 3.500      |
| Estádio Presidente Vargas              | PV                       | Fortaleza         | 20.268     |
| Estádio Raimundo da Cunha Rola         | Municipal                | Eusébio           | 2.000      |
| Estádio Raimundo de Oliveira           | Raimundão                | Caucaia           | 5.000      |
| Estádio Raimundo Vieira Neto           | Vieirão                  | Itapajé           | 3.000      |
| Estádio Senador Carlos Jereissati      | Carlos Jereissati        | Maracanaú         | 3.500      |
| Estádio Segismundo Rodrigues Neto      | Serjão                   | Boa Viagem        | 8.000      |
| Estádio Tancredo Nunes                 | Tancredão                | Tianguá           | 2.000      |
| Estádio Ubiratan Diniz Aguiar          | Unbirão                  | Caridade          | 1.500      |
| Estádio Valter Lacerda                 | Murilão                  | Fortaleza         | 3.000      |
| Estádio Vila Olimpica Elzir Cabral     | Elzir Cabral             | Fortaleza         | 2.500      |
| Arena Coliseu Mateus Aquino            | Arena Coliseu            | Alto Santo        | 5.000      |
| Estádio José Moreira de Andrade        | "Moreirão                | Palmácia          | 4.500      |

## Clássicos
Fortaleza detém os três grandes clássicos do estado: Clássico-Rei, Clássico das Cores e Clássico da Paz.
O maior clássico do estado do Ceará e da cidade de Fortaleza é disputado por Ceará x Fortaleza e tem o nome de Clássico-Rei. O primeiro confronto ocorreu em 17 de dezembro de 1918, com 566 partidas contabilizadas até a data de 27 de Setembro de 2018.
O Clássico das Cores é o nome dado ao jogo entre Fortaleza e Ferroviário. Em 2018 completou 80 anos, com 312 partidas. O primeiro confronto foi em 1938.
O Clássico da Paz é nome dado ao jogo entre Ceará e Ferroviário. O primeiro confronto ocorreu em 17 de dezembro de 1939, com 293 partidas contabilizadas até a data de 27 de Setembro de 2018.

## Livros
Airton de Farias escreveu três livros sobre as três maiores equipes do Ceará: Ferroviário, Ceará e Fortaleza. A coletânea se chama Onzena-Ferroviário: Nos Trilhos da Vitória, Ceará: Uma História de Paixão e Glória e Fortaleza: História, Tradição e Glória
Escrito por Alberto Damasceno, o livro “Futebol Cearense A História” conta fatos do futebol do clube Ceará

## Documentário
A História do Futebol Cearense produzida em 2013 pela TV Assembleia é um documentário composto de três capítulos, onde a história do futebol cearense é contada. Como o esporte chegou ao Ceará, os principais ídolos cearenses no futebol e a atualidade do futebol são temas abordados pela série.

## Ligações Externas
- «Site Intermunicipal)»
- «Site Intermunicipal)»